# PIK Vrbovec
PIK Vrbovec - Mesna Industrija d.d. (PIK Vrbovec - Fleischindustrie AG) ist ein Unternehmen der Fleischwirtschaft in Vrbovec (Kroatien), das am 1. November 1962 von Đuro Predović gegründet worden ist. Seit 2005 gehört es zum Agrokor-Konzern, einem der größten Nahrungsmittelunternehmen in Kroatien. Im Jahr 2006 beschäftigte PIK Vrbovec rund 1.500 Mitarbeiter, erzielte einen Umsatz von rund 135,7 Mio. EUR und lag damit auf Platz 86 der TOP 500 kroatischer Firmen.

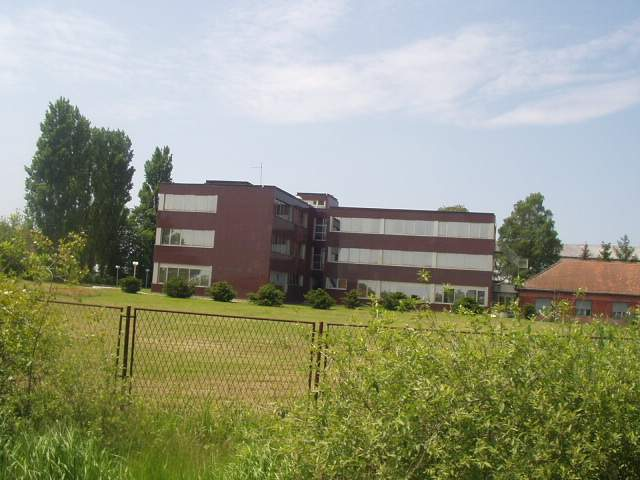
Firmengelände

PIK Vrbovec zählt mittlerweile rund 1700 Beschäftigte und befindet sich seit 2009 weiter in Expansion Richtung Bosnien-Herzegowina, wo die PIK Vrbovec BH d.o.o. gegründet worden ist. Die Produkte von PIK Vrbovec sind bekannte Markenprodukte. Die bekanntesten Dachmarken sind: piko, mortadela, hrenovke und čajna kobasica.